# Dely Péter (sakkozó)
Dely Péter (Sárospatak, 1934. július 5. – 2012. december 29.) magyar sakknagymester, magyar bajnok, mesteredző.

## Pályafutása
A sakkmesteri címet 1954 őszén szerezte meg, amikor másodszor jutott be a magyar bajnoki döntőbe, ahol összesen tizenkilencszer játszott. A 60-as években többször ért el dobogós helyezést, majd 1969-ben magyar bajnok lett.
Az 1959. évi Budapest–Leningrád mérkőzésen 2,5–1,5-re legyőzte Igor Bondarevszkijt(en). Nemzeti mesterként több klasszis nagymester ellenfelét (köztük Korcsnojt, Uhlmannt(en) és Donnert(en)) legyőzve elérte a nagymesteri szintet, de az akkori rendelkezések szerint a norma második teljesítésekor az 1961-es Maróczy Géza-emlékversenyen csak a nemzetközi mesteri címet kaphatta meg, pedig ezen a tornán is elérte a nagymester szintet. A FIDE utólag 1999-ben tiszteletbeli nagymesteri címmel jutalmazta eredményét.
Évtizedeken át tagja volt a magyar válogatottnak is. Sakkozói pályafutása a vasúti klubban kezdődött és mindvégig hű maradt a vasúthoz, csak a csapatok neve változott: Bp. Lokomotív, BVSC, Nyugati Vasutas, Bp. Törekvés. Edzői munkásságát 1988-ban mesteredzői diplomával jutalmazták.
Legjobb Élő-pontszáma 2584 volt 1971 januárjában, pályafutását 2391-gyel fejezte be, 2000-ben.
Az 1965-ös magyar sakkbajnokságon Honfi Károly ellen Dely először próbált ki egy gyalogáldozatot a szicíliai védelem Tajmanov-változatában. Ezt az újítást később Kaszparov két alkalommal is eredményesen felhasználta Karpov ellen az 1985-ös világbajnoki döntőben. Ezt a változatot ezért gyakran Kaszparov–Dely-cselnek hívják.

## Fontosabb eredményei

### Egyéni
- Bácska-Topolya, 1959. 1-2. hely
- Reggio Emilia, 1961. 1. hely
- Maróczy-emlékverseny, Budapest, 1961. 4. hely
- Rubinstein-emlékverseny, Polanica Zdroj, 1965. 1-2. hely.
- Budapest, 1967 1. hely
- Bagneux, 1970, 1. hely
- Luxemburg 1971 1-2. hely[6]

### Csapat
- Európa-bajnokság, Hamburg, 1965 3. hely
- Európa-bajnokság, Kapfenberg, 1970 2. hely[7]